# Носиловский, Антон Брониславович
Антон Брониславович Носиловский (бел. Антон Браніслававіч Насілоўскі; 1917 — 2005, Минск, Беларусь) — советский белорусский хозяйственный, государственный и партийный деятель.

## Биография
Родился в 1917 году. Член КПСС с 1949 года.
С 1941 года — на хозяйственной, общественной и политической работе. В 1941—1972 гг. — младший технолог, технолог, старший технолог, начальник цеха, главный инженер завода, секретарь Центрального районного комитета КП Беларуси, секретарь Гомельского городского комитета КП Беларуси, заместитель заведующего Промышленно-транспортным отделом ЦК КП Беларуси, 1-й секретарь Минского городского комитета КП Беларуси, 1-й секретарь Минского промышленного областного комитета КП Беларуси, секретарь, 2-й секретарь Минского областного комитета КП Беларуси.
Избирался депутатом Верховного Совета СССР 6-го созыва. Делегат XXII съезда КПСС.
Умер в Минске в 2005 году.